# جزیره مینو
جزیره مینو از جزیره‌های ایران در استان خوزستان و بخشی از شهر کوچکی به نام مینوشهر می‌باشد. این جزیره در میان دو شاخه از اروندرود، در غرب آبادان و جنوب خرمشهر قرار دارد.  مینو، در گذشته صلبوخ نام داشته است و قبل از آن، جزیرهٔ محله نامیده می شد. این جزیره دارای ۱۰ متر ارتفاع از سطح دریاست و در فاصله ۱۰ کیلومتری خرمشهر قرار دارد. بزرگترین قطر جزیره ۶٫۲ کیلومتر و مساحت آن ۱۷٫۸ کیلومتر مربع است. مینوشهر، شهر کوچکی است که در آن قرار گرفته‌است و بزرگترین آبادی این جزیره‌است. این شهر جمعیتی در حدود ۱۲٬۰۰۰ نفر دارد. این شهر تفریح‌گاهی برای مردم آبادان و خرمشهر به حساب می‌آید. کشاورزی و پرورش دام در این جزیره جایگاه خاصی دارد. در جزیره مینو ۵ نهر جریان دارد که دو تای آنها از رود جرف و سه تای آنها از اروندرود منشعب می‌شوند.
این جزیره سراسر از نخلستان پوشیده شده که محیط زیست مناسبی برای زیست پرندگان مهاجر است. همچنین نیزارهای انبوه آن پناهگاه حیوانات وحشی مانند گراز است. حسینیه سادات محمدیه یکی از معروف ترین بناهای جزیره مینو است که سید محمد محمدی بن سید خلف بن سید موسی بن سید علی بن سید جابر صغیر در سال ۱۲۳۰ آن را تاسیس کرده است و سادات آل جابر مراسم مذهبی و عزا را در این حسینیه برپا می کنند. شهروندان جزیره مینو عرب زبان‌ها هستند و به همین سبب، زبان رایج مردمان شهر عربی است.
این جزیره از معدود نقاط جهان است که آبیاری بوسیله برکشند و فروکشند آب انجام می‌شود و به وسیله‌ای نیاز نیست. این جزیره سراسر از نخلستان پوشیده شده که محیط زیست مناسبی برای زیست پرندگان مهاجر است. همچنین نیزارهای انبوه آن پناهگاه حیوانات وحشی مانند گراز است. اهالی جزیره مینو که شهره به مهمان‌نواری هستند، از مردم عرب‌ می باشند. زبان رایج در این منطقه، عربی است.

## جمعیت
بر اساس سرشماری سال ۱۳۸۵ جمعیت آن (۱٬۳۱۳ خانوار) ۶٬۳۷۲ نفر
بوده‌است.